# Gentianella umbellata
Gentianella umbellata là một loài thực vật có hoa trong họ Long đởm. Loài này được (M.Bieb.) Holub mô tả khoa học đầu tiên năm 1967.